# Război de tranșee

Imagine dintr-un tranşeu aproape de La Boisselle în timpul Bătălia de pe Somme (1916) în iulie din 1916

Războiul tranșeelor sau de poziție este o formă de luptă în care forțele înfruntate mențin linii statice fortificate săpate în pământ. 
Războiul tranșeelor s-a născut odată cu revoluția armelor de foc și creșterii puterii lor, în același timp nu a existat o creștere a mobilității și a comunicațiilor. 
Primele războaie de acest tip au fost Războiul civil american și Războiul ruso-japonez, dar maxima brutalitate și mortalitate a fost atinsă pe frontul de vest în Primul război mondial.
Soldatii din transee sufereau enorm din cauza foametei si a lipsei de apa.